# Epicauta albida
Epicauta albida är en skalbaggsart som först beskrevs av Thomas Say 1824.  Epicauta albida ingår i släktet Epicauta och familjen oljebaggar. Inga underarter finns listade i Catalogue of Life.